# Sophie in 't Veld
Sophia Helena in 't Veld (Vollenhove, 13 de setembro de 1963), mais conhecida por Sophie in 't Veld, é uma política e eurodeputada neerlandesa. Foi eleita para o Parlamento Europeu pela primeira vez em 2004, tendo sido reeleita em 2009, 2014 e 2019. Durante este último mandato, em 2023, desfiliou-se dos Democratas 66 para se juntar ao Volt. Foi eleita cabeça-de-lista da lista pan-europeia informal do Volt para as eleições europeias de 2024, juntamente com Damian Boeselager.